# Luxolinus luxatus
Luxolinus luxatus är en skalbaggsart som beskrevs av Horn 1887. Luxolinus luxatus ingår i släktet Luxolinus och familjen Aphodiidae. Inga underarter finns listade i Catalogue of Life.